# Stade rennais FC - FC Nantes en football
Les rencontres opposant le Stade rennais FC et le FC Nantes, sont des matches de football se déroulant, pour la plupart, dans le cadre du championnat de France de football. Il s'agit en effet de l'un des principaux derby breton, bien que Nantes ne soit plus en Bretagne administrative aujourd'hui. Ces oppositions sont appelés soit « Derby de l'Ouest », « Derby de (la) Bretagne », ou encore « Derby breton ».
Ce derby possède une symbolique forte car il oppose Nantes, la capitale historique de la Bretagne, à Rennes, la capitale actuelle depuis 1561, et donc possède une résonance forte quant à la question du rattachement ou non du département de la Loire Atlantique et de la ville de Nantes à la Bretagne administrative, dont ils ne font plus partie depuis 1941, à la suite d'un décret du régime de Vichy.
Si les premiers affrontements sont fraternels,, la rivalité prend de l'ampleur depuis le début des années 2000, notamment après la victoire rennaise à la Beaujoire en 2006, qui met fin à une disette de 41 ans sans succès en terres nantaises.

## Histoire

### Origine de la rivalité

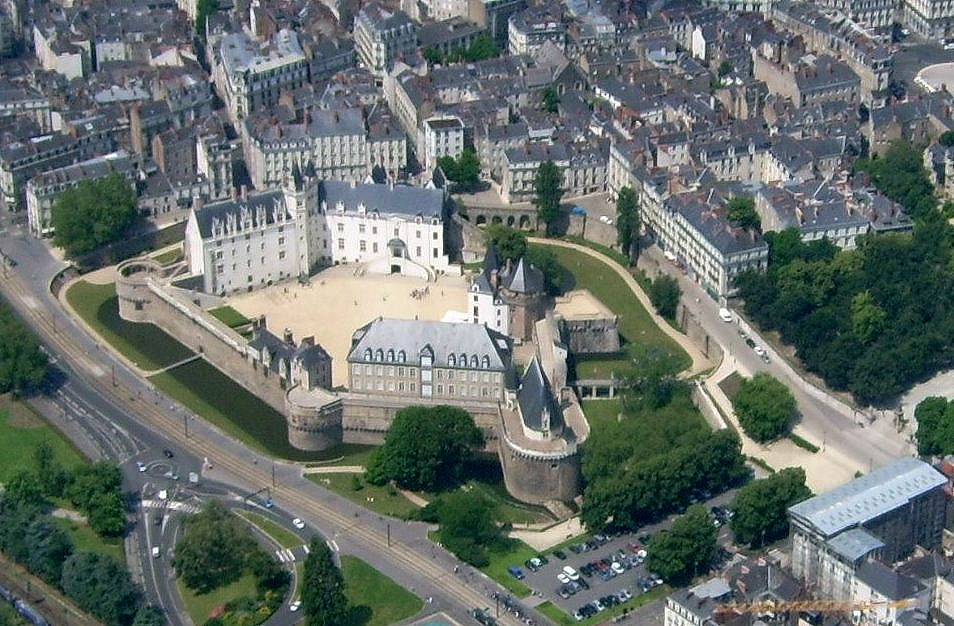
Le Château des ducs de Bretagne à Nantes

L'origine de la rivalité entre les deux villes remonte à la naissance du Duché de Bretagne au Xe siècle, où les deux cités sont le siège de maisons rivales qui s'affrontent pour le pouvoir. À partir de 1066, Nantes prend le titre ducal par l'intermédiaire de la maison de Cornouaille. Lors de la guerre de succession de Bretagne, entre 1341 et 1364, cette rivalité constitue des enjeux militaires importants. La famille Montfort victorieuse va passer le plus clair de son temps à Nantes et au château des Ducs de Bretagne bien que cette famille soit traditionnellement ancrée dans la région rennaise. Bien que Nantes soit la ville bretonne la plus puissante, la cité Rennaise n'est pas pour autant délaissée avec une partie des institutions du duché qui y siègent. Lors de l'intégration de la Bretagne à la France, le parlement de Bretagne est à l'origine partagé entre Rennes et Nantes en 1554, avant que Nantes ne réussisse à obtenir la totalité du parlement en 1557. Finalement, cette décision sera renversée et le parlement de Bretagne siègera uniquement à Rennes à partir de 1561. Pendant les guerres civiles de la fin du XVIe siècle, Rennes soutient les rois Henri III et Henri IV alors que Nantes soutient la Ligue.
Durant l'âge d'or breton, durant le XVIe et une partie du XVIIe siècle, Rennes connait une forte expansion démographique et urbaine, et est jusqu'en 1670 la plus grande ville de Bretagne ainsi que la capitale administrative, judiciaire et politique. Nantes conserve cependant la Cour des Comptes, seconde cour souveraine de la province. Au XVIIIe siècle, Nantes bénéficie grandement du commerce atlantique, et sa population bondit, jusqu'à atteindre 80000 habitants en 1789, soit le double de celle de Rennes.

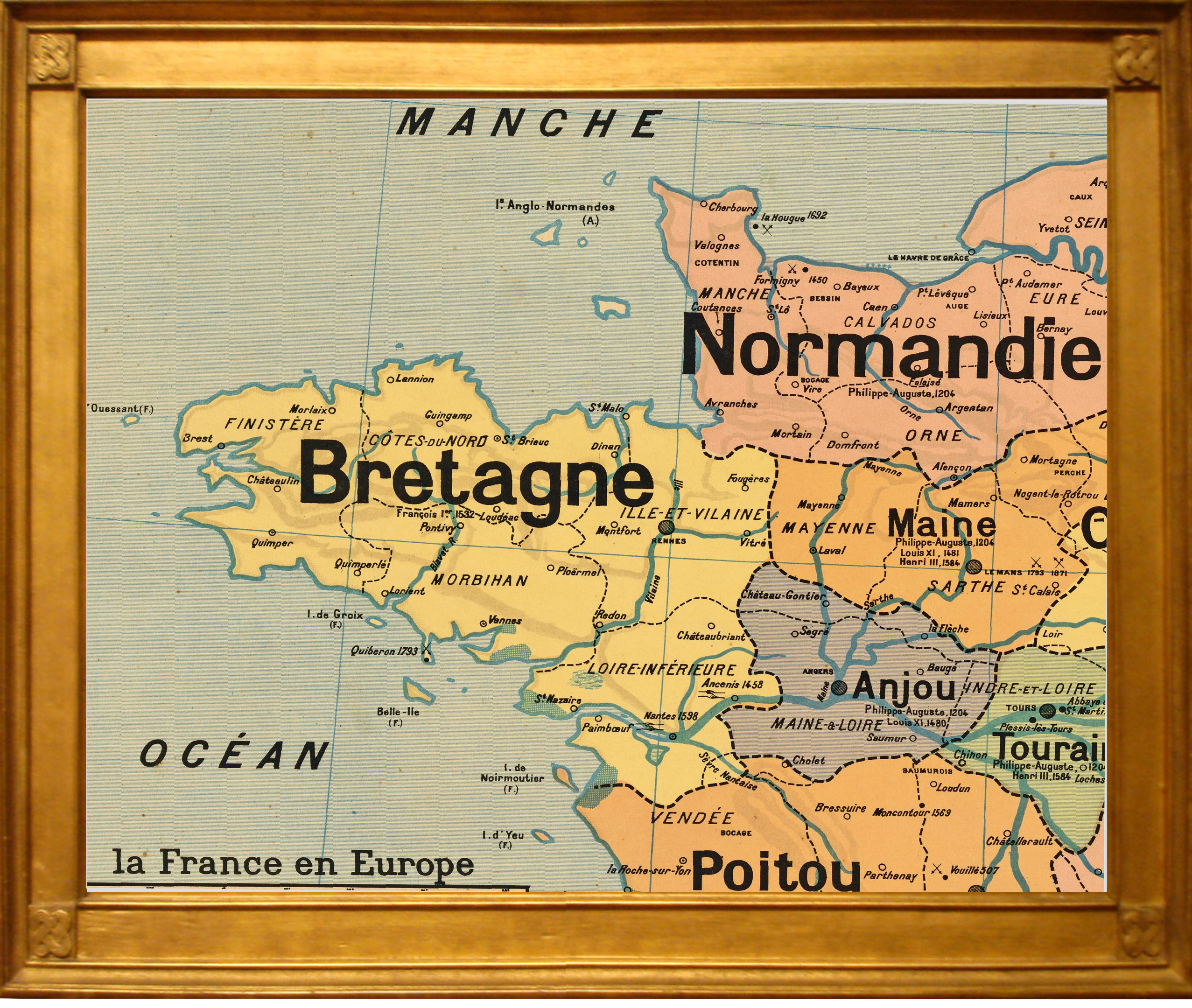
Bretagne en 1789 avant sa division en cinq départements

Avec la Révolution et la fin de l'Ancien Régime, Rennes et Nantes ne sont plus que les chefs-lieux de départements et que la province de Bretagne n’existe plus. Ainsi, les rivalités politiques n'ont plus lieu d'être. Cette rivalité s'estompe jusqu'au début du XXe siècle avec l'essor du régionalisme où la question de la capitale de la Bretagne redevient d'actualité dans le cadre d'un hypothétique découpage régional. La définition de régions économiques en 1919 élargit encore plus l'influence de Nantes, notamment en séparant le Finistère en deux et en rattachant la partie Sud à la région de Nantes. Le morcellement de la Bretagne déplaît aux régionalistes bretons, dont l'URB, qui souhaiteraient aussi réaffirmer la place de Rennes en tant que capitale, du fait de la position excentrée de Nantes. La nouvelle modification des régions économiques en 1938 et le rattachement de Quimper et Lorient à la région de Rennes rééquilibre les forces économiques en faveur de Rennes.
En 1940, le régime de Vichy place la création de provinces au centre du nouvel ordre institutionnel. Les milieux nantais plaident pour la formation d'une grande province avec Nantes en tant que capitale du fait de sa domination économique. Les arguments avancés à Rennes sont ceux du régionalisme traditionnel. La bataille fait rage entre les deux camps qui militent auprès du gouvernement avant que celui-ci prenne la décision de former une Bretagne avec seulement quatre départements, laissant de côté la Loire-Inférieure.

### Les premiers derbys
Présent dans l'élite du football français dès la création du championnat de France en 1932, le Stade rennais du attendre plusieurs années avant d'affronter son voisin Nantais, le FC Nantes n'étant fondé qu'en 1943. La première confrontation eu lieu en 1950, à l'occasion d'un 16e de finale de Coupe de France remporté par Rennes, qui fut joué à Brest, la coutume voulant que la rencontre ait lieu sur terrain neutre. À la suite de la relégation du Stade rennais en 2e division en 1953, les deux équipes commencent à s'affronter en championnat. 10 ans plus tard, les deux équipes se retrouvent en première division à la suite de la montée du FC Nantes qui connait pour la première fois l'élite. Dès sa deuxième saison au plus haut niveau, le FC Nantes remporte le championnat, malgré deux défaites contre le Stade rennais, tandis que le club rennais s'adjuge la Coupe de France. Les deux clubs célèbrent leurs victoires respectives en même temps dans les locaux de Ouest-France, avant de participer à une tournée commune de matchs amicaux en Bretagne. Dans les décennies qui suivirent le FC Nantes s'imposa comme une des meilleures formations françaises avec six championnats remportés entre 1965 et 1983, tandis que le Stade rennais faisait le "yo-yo" en descendant 3 fois en deuxième division sur cette période et sans jamais finir dans les 10 premiers de Ligue 1 entre 1967 et 1994. Cet écart de niveau entre les deux équipes empêche toute rivalité sportive du fit de l'absence de confrontations à enjeux et même d'intérêt lors de ces rencontres. En effet, lors de la période difficile du Stade rennais entre 1967 et 1994, soit avant soit dernière remontée en première division, le FC Nantes remporta 22 des 36 affrontements, pour seulement 5 défaites. Pire, lorsque les matchs se sont déroulés à Nantes, les canaris l'ont emportés 15 fois sur 17. La remontée du Stade rennais en 1994 va stabiliser le club qui peut pour la première fois rivaliser avec son voisin. Ainsi, en 1998-1999, pour la première fois depuis l'accession des nantais à l'élite, le Stade rennais finit devant le FC Nantes en Ligue 1. Cependant, les nantais remportent un trophée majeur chacune des 3 années qui suivirent avec 2 Coupes de France et un Championnat.

### La rivalité s'enflamme
La rivalité commence à s'intensifier au début des années 2000, avec notamment le transfert d'Olivier Monterrubio de Nantes à Rennes en 2001 que certains nantais ont considéré comme une "trahison" tandis que certains rennais ne supportaient pas de voir un ancien canari porter leurs couleurs. Le tournant de la rivalité se situe le 4 janvier 2006 à l'occasion d'une victoire rennaise 2-0 à Nantes, la première victoire rouge et noire en terre ligérienne depuis 41 ans et la saison 1964-1965. À partir de cette période, la rivalité principale des Nantais commence à passer de Bordeaux à Rennes. En 2006-2007, alors que le Stade rennais se bat pour une place sur le podium de Ligue 1, synonyme de qualification en Ligue des Champions, le FC Nantes, relégué, affronte Toulouse à l'avant-dernière journée. Alors que la rencontre se dirige vers un match nul, les supporters nantais envahissent le terrain, offrant la victoire aux Toulousains sur tapis vert et privent ainsi le Stade rennais d'une place en Ligue des Champions.

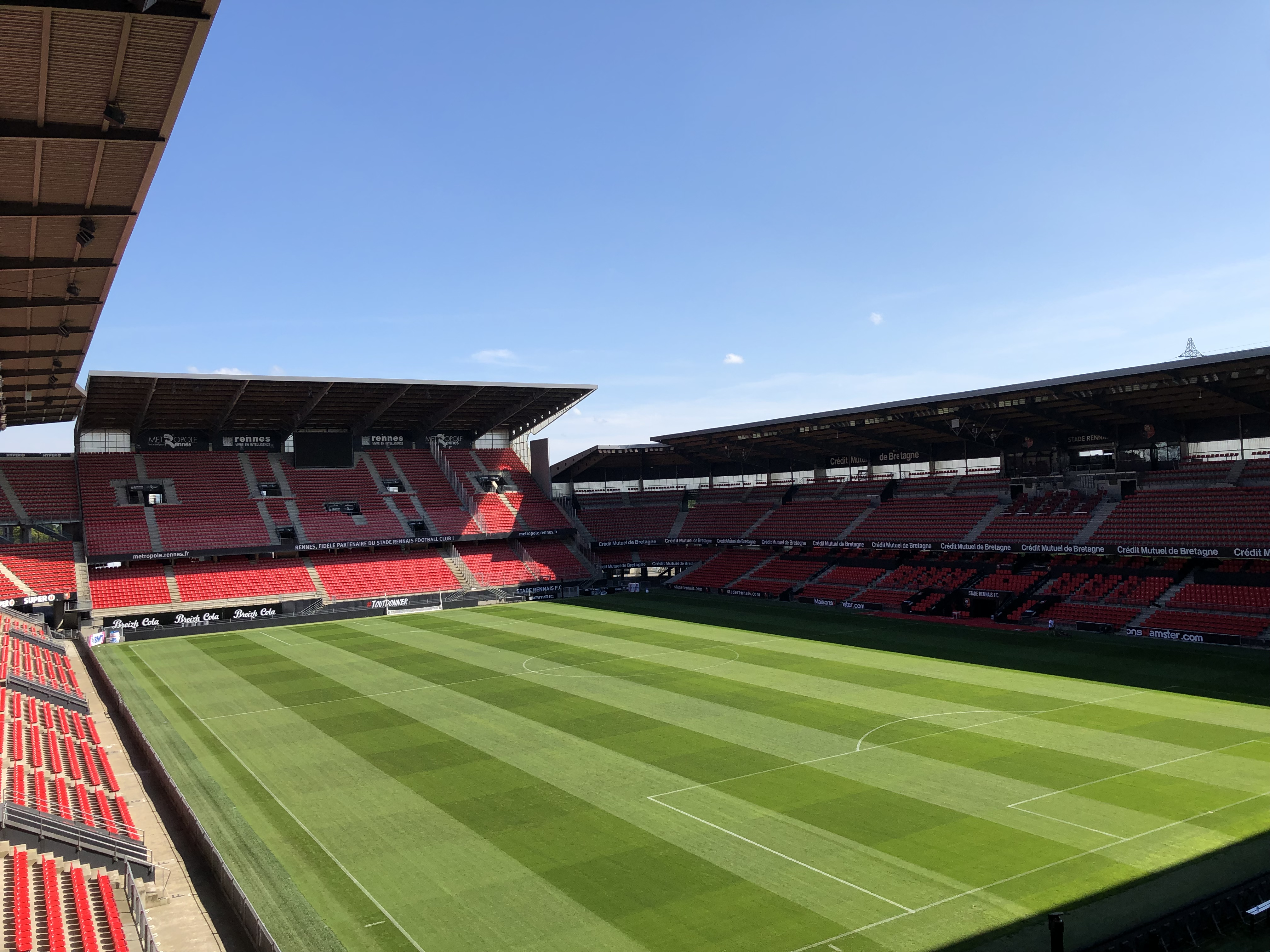
Roazhon Park

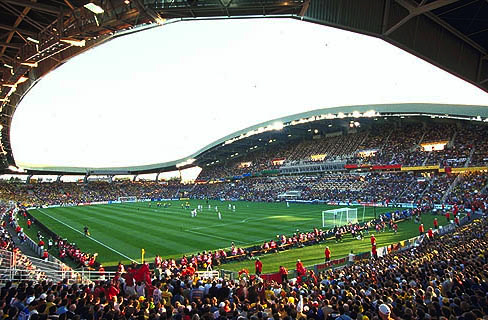
Stade de la Beaujoire

Le FC Nantes passe par la suite plusieurs saisons en 2e division avant de remonter pour la saison 2013-2014. Avant la rencontre au Stade de la Route de Lorient, un tifo préparé par le RCK pour l'occasion, groupe de supporters rennais, est volé par des supporters du FCN. En conséquence, des supporters rennais envahissent la pelouse avant le début du match. Par la suite, les nantais s'imposent 3-1 et certains joueurs nantais ne manquèrent pas de chambrer les rennais, comme Lucas Deaux qui se réjouit de cette victoire contre les "galettes-saucisses". Au match retour, le Stade rennais s'impose 3-0 et Paul-Georges Ntep célèbre son but en adressant un "chut" à la Brigade Loire, le kop Nantais. En 2016, le derby est marqué par le triplé en une mi-temps d'Ousmane Dembélé à l'âge de 18 ans et par l'appel du speaker rennais aux chauffeurs de bus nantais à retourner à leurs véhicules à la suite du départ précipité des supporters nantais du parcage. Par la suite, le derby a notamment été marqué par le retournement de situation en 2020 qui a vu le Stade rennais s'imposer 3-2 en inscrivant 2 buts dans le temps additionnel.
Aujourd'hui la rivalité est intense entre les supporters des deux équipes, le FC Nantes est le rival principal du Stade rennais et l'inverse est aussi vrai, principalement pour une génération plus jeune. Sportivement, la situation est à l'inverse des années 1970-1980, avec une domination assez nette du Stade rennais que ce soit dans les confrontations directes (13 victoires rennaises en 22 matchs entre 2013 et 2023), qu'au niveau national ( le FC Nantes n'a fini devant le Stade rennais qu'une seule fois entre 2005 et 2023).

## La rivalité en dehors du terrain
Dès le début des années 2000, le parcage nantais est rempli d'au moins 1000 supporters lors des déplacements au Stade de la Route de Lorient tandis que le parcage rennais se compose d'au moins 800 visiteurs dans les années 2000 et dépasse les 1000 après la remontée du FC Nantes en 2013. La grande rivalité entre les groupes de supporters oppose le Roazhon Celtic Kop (RCK) à la Brigade Loire (BL), depuis la formation de ce dernier groupe en 1999. À l'occasion des affrontements entre les deux équipes des banderoles sont régulièrement affichées en tribune. Ainsi, la Brigade Loire affiche par exemple "Rennais : même plus du mépris, de la pitié" (2003), "Plus que jamais, la Bretagne connaît ses maîtres" (2004) ou "Vous avoir privé de champions League ça n’a pas de prix" (2009). Le RCK affiche aussi des banderoles comme " Entre Rennes et Nantes : 100 kilomètres et une division d’écart" (2009) ou "Pas de pitié enfoncez ces clowns" (2021) ainsi que plusieurs tifos représentants le Stade rennais en rouge et noir et les Nantais en jaune et vert. Certains de ces tifos représentent par exemple des Dalton nantais apeurés face à un Lucky Luke rennais ou bien encore un navire nantais pris dans les bras d'un kraken. Un tifo volé par les nantais aux rennais en 2013 est au centre de la rivalité entre ces deux groupes. Il s'est ensuivi en envahissement de terrain avant le début du match par les supporters rennais puis une mise en sommeil du RCK. Par la suite, le chant nantais "Le RCK a perdu son tifo" est régulièrement utilisé par les supporters nantais ainsi que par Jean-Armel Kana-Biyik, ancien joueur rennais, en conflit avec les supporters après la défaite en finale de Coupe de la Ligue en 2013. Certains chants rennais mentionnent aussi les nantais comme "Galette-Saucisse je t'aime" qui compare les canaris à de la nourriture pour cochons.

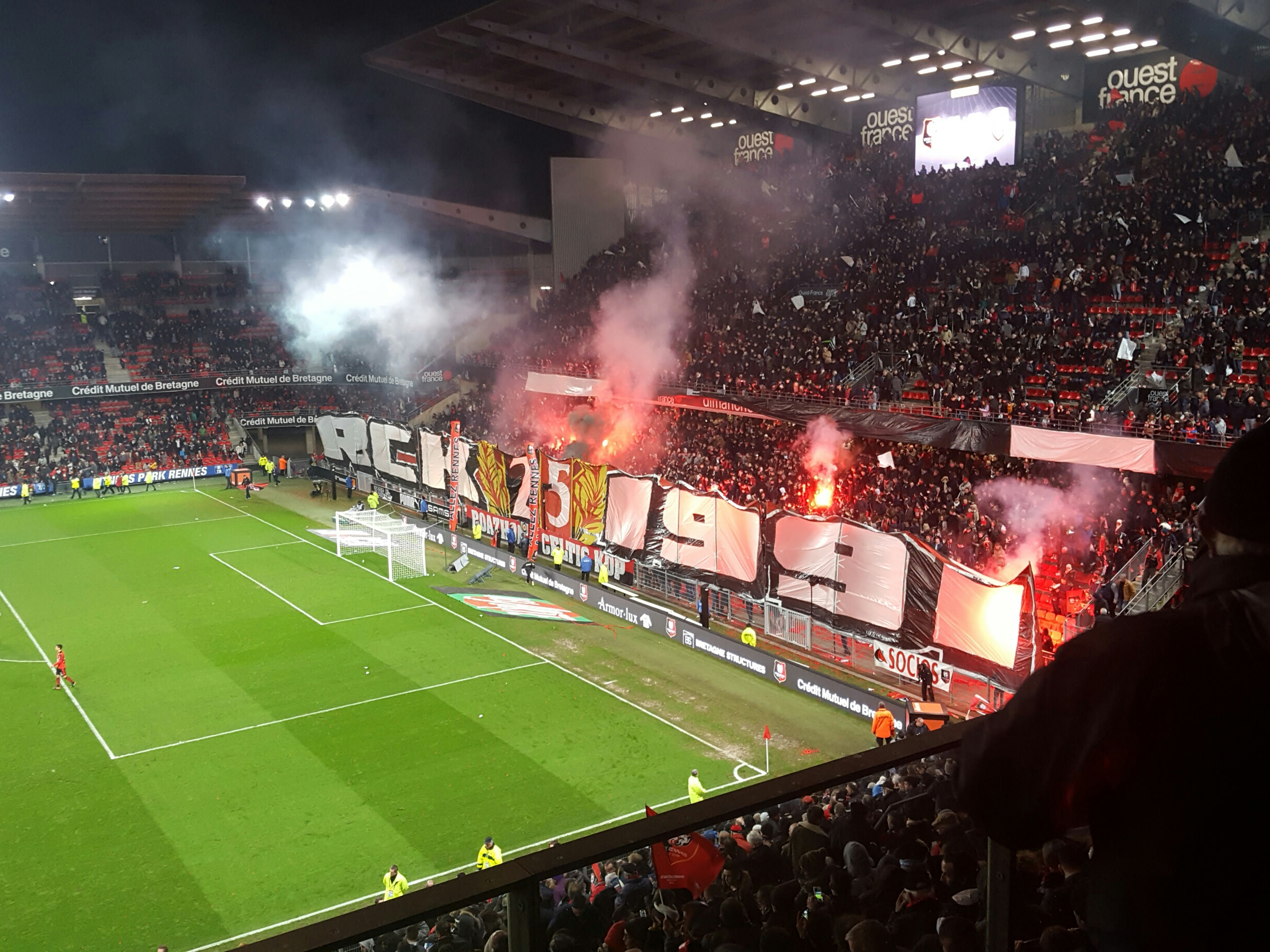
Le RCK 1991 à l'occasion de ses 25 ans en 2017
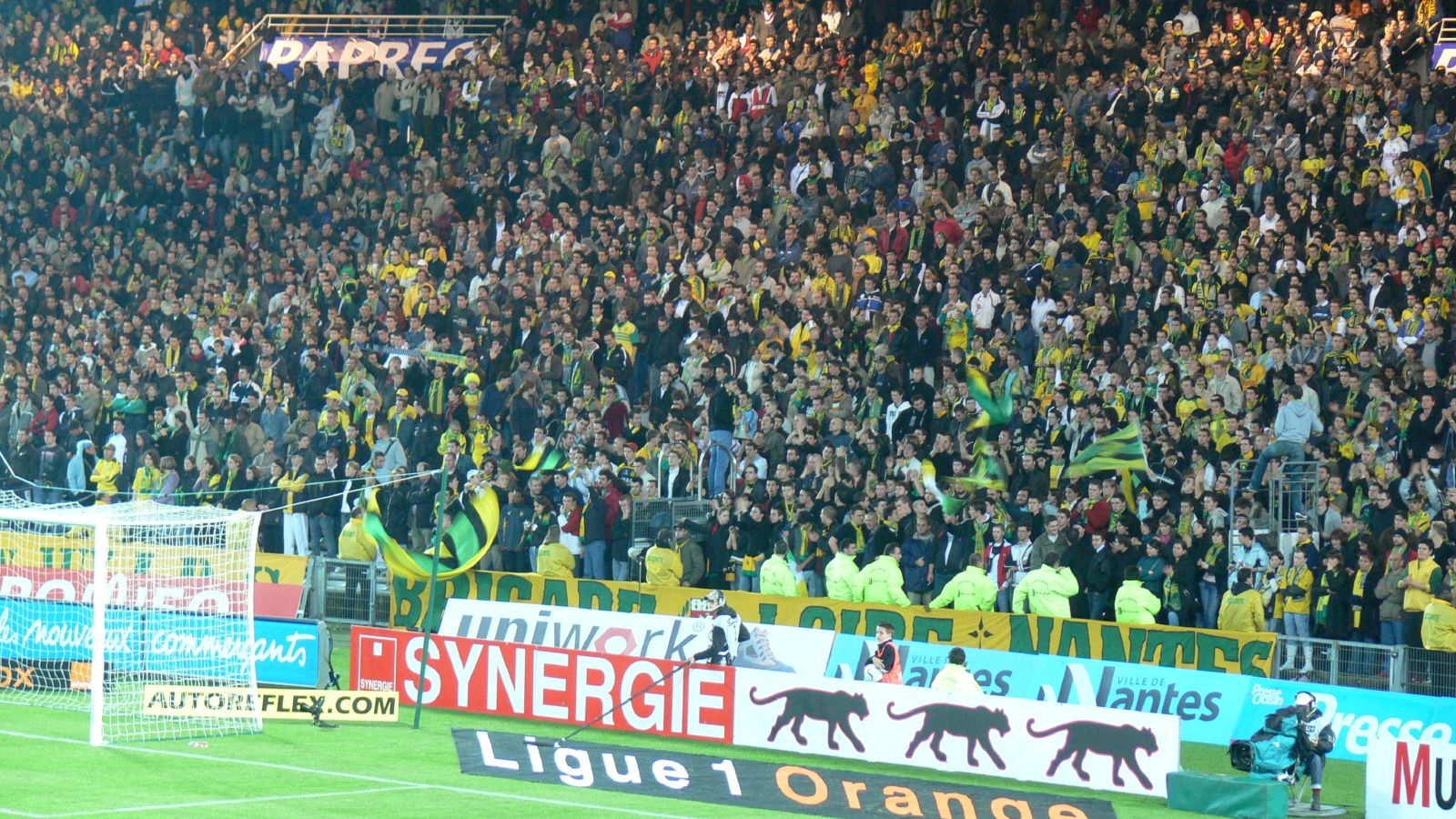
La Brigade Loire en 2006

## Identité bretonne

Melen ha Gwer - Drapeau breton aux couleurs du FC Nantes

Les affrontements entre ces deux équipes sont aussi des occasions de mettre en avant l'identité bretonne. Ainsi, en 2019, les clubs bretons ont signé une charte stipulant que l'hymne breton, le Bro gozh ma Zadoù, serait joué avant tout les derbys bretons. Le FC Nantes s'est finalement rétracté, le sujet étant trop sensible. Les groupes de supporters des deux côtés affichent leur appartenance à la Bretagne, comme le RCK qui porte le nom de la ville en breton, ainsi que la Brigade Loire qui a notamment affiché une banderole en breton en 2014 signifiant "Bienvenue dans la cité des ducs de Bretagne" ainsi qu'un tifo représentant Anne de Bretagne, ainsi que des chevaliers aux hermines et un Kroaz Du qui sont tous des symboles bretons. Si ces groupes sont assez neutres sur la question du rattachement de la Loire-Atlantique à la Bretagne administrative, de plus en plus de drapeaux bretons jaune et vert sont présents à La Beaujoire, particulièrement depuis la réforme territoriale de 2015 et l'augmentation des revendications sur la réunification de la Bretagne.

## Historique des confrontations

### Derbys mémorables
- Nantes - Rennes 7-0 (21/02/1984) - Coupe de France

Après s'être imposé 2-0 au match aller à l'extérieur en 16e de finale de Coupe de France, les nantais vont infliger aux rennais l'une des plus lourdes défaites de leur histoire en s'imposant 7-0. Cette défaite fut particulièrement dégradante pour les rennais. En effet, le FC Nantes s'était imposé 2-0 au match aller, l'issue de la double confrontation ne faisait que peu de doutes, Ouest-France ayant même titré "On connaît déjà le qualifié". Cette victoire nantaise fut donc vécue par les bretilliens comme ayant été portée par une volonté de les humilier.
- Nantes-Rennes 3-3 (28/09/1996) - Ligue 1

En 1995, le derby entre Nantes et Rennes à La Beaujoire accouche d'un match nul après l'égalisation tardive après l'égalisation tardive de Japhet N'Doram portant la série d'invincibilité nantaise à domicile contre les rennais à 32 ans et 19 matchs sans défaite. Après un doublé de Stéphane Guivarc'h, Laurent Huard donne l'avantage aux rennais 3 à 2 à la 89e minute. Cependant, Frédéric Da Rocha viendra égaliser à la toute fin du match provoquant la colère des joueurs rennais qui s'estiment lésés par l'arbitrage jugé "malhonnête" notamment sur le coup franc amenant au but de l'égalisation.
- Nantes-Rennes 0-2 (04/01/2006) - Ligue 1

Avant cette rencontre, le FC Nantes reste sur 30 matchs et 41 ans d'invincibilité à domicile contre son rival. Avant la rencontre les deux équipes sont en milieu de tableau, les Rennais devançant les Nantais de 3 points. Le Stade rennais ouvre le score en première mi-temps par l'intermédiaire d'Etienne Didot, au club depuis l'âge de 14 ans, qui célèbre son but en dansant la gavotte. Avant la mi-temps, le jeune Simon Pouplin (20 ans) arrête le pénalty de Claudio Keseru. En deuxième mi-temps, John Utaka inscrit le second but rennais pour mettre fin à la disette rennaise. Cette rencontre est considérée comme étant un tournant dans la rivalité, le Stade rennais enchaînera 9 derbys consécutifs à l'extérieur sans s'incliner.
- Rennes-Nantes 1-3 (29/09/2013) - Ligue 1

Après 4 années passées en Ligue 2, le FC Nantes remonte en Ligue 1 et les deux équipes se retrouvent pour la première fois en septembre au Stade de la Route de Lorient. Pour l'occasion, le RCK a préparé un tifo mais celui-ci sera volé la nuit précédent le match, un vol imputé aux supporters nantais. 40 minutes avant le début du match, certains membres du kop rennais envahissent le terrain afin d'aller en découdre avec les nantais. Dans ce contexte extrêmement tendu, le FC Nantes s'impose 3 buts à 1 avec notamment un but de Lucas Deaux qui chambrera les rennais après le match, notamment leur capitaine emblématique Romain Danzé, en les qualifiant de "galettes-saucisses". Au match retour, les rennais s'imposent 3-0 et Paul-Georges Ntep ira célébrer devant la Brigade Loire en guise de revanche.
- Rennes-Nantes 4-1 (06/03/2016) - Ligue 1

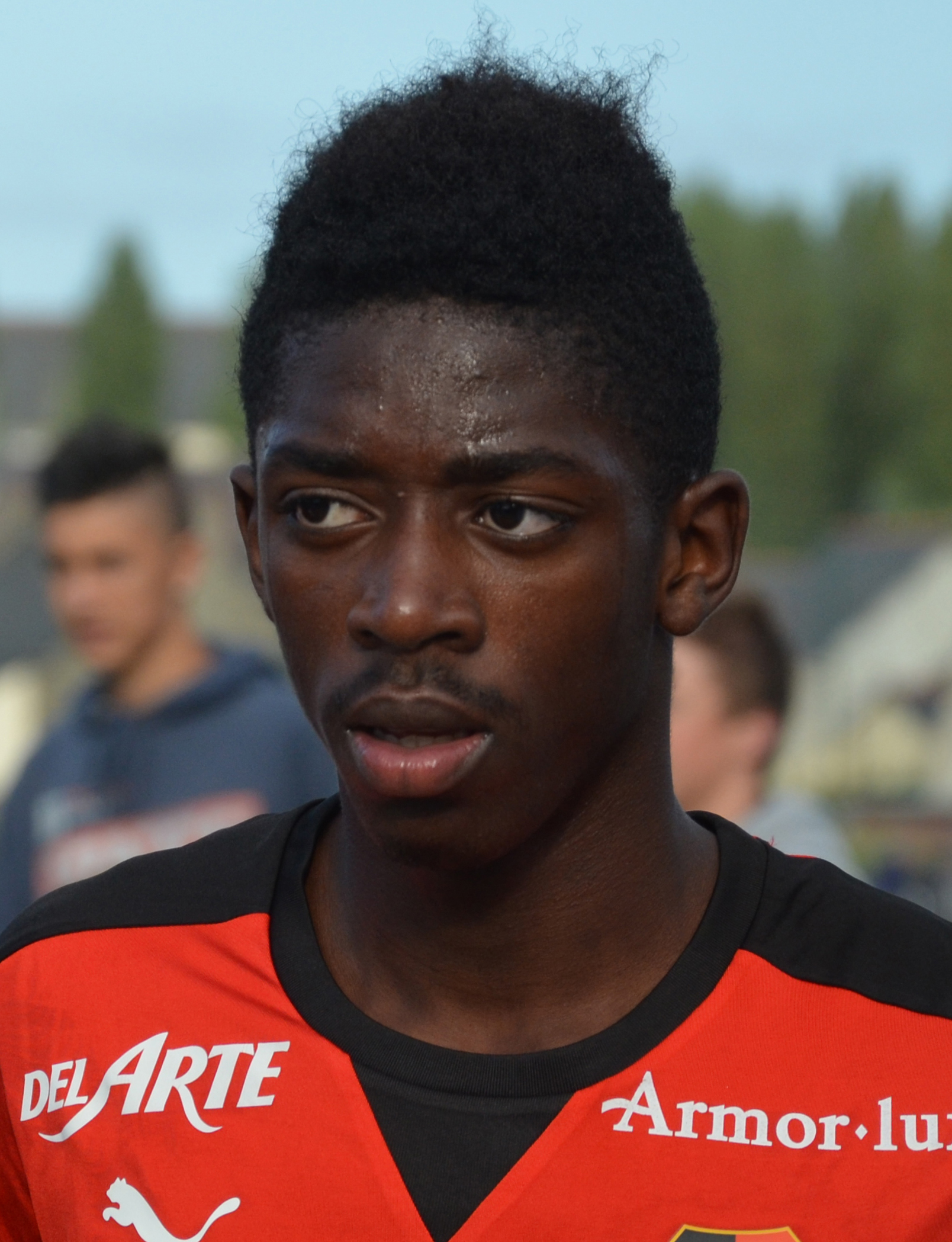
Ousmane Dembélé

Avant cette rencontre de la 29e journée, les deux formations sont au coude à coude à égalité de points en 6e et 7e position du classement à seulement un point de la 3e place. Dès la première minute de cette rencontre à enjeu, le Stade rennais ouvre le score par l'intermédiaire de son jeune talent Ousmane Dembélé, 18 ans, qui envoie le ballon dans la lucarne de Rémy Riou. Alors que Dembélé continue son festival dans la défense nantaise, Kamil Grosicki alourdit la marque avant que Dembélé n'inscrive son deuxième but de la rencontre avant la demi-heure de jeu sur un coup-franc lointain que personne ne dévie. Juste avant la mi-temps, Dembélé achève les nantais en déposant Lorik Cana et conclut son coup du chapeau, le premier pour un joueur rennais dans un derby. En deuxième mi-temps, les nantais réduisent le score par l'intermédiaire d'Adryan avant que Giovanni Sio, l'attaquant rennais formé à Nantes, ne se fasse exclure et que Joris Gnagnon, défenseur central, rentre sur le terrain en position d'attaquant de pointe. Le véritable fait marquant de cette deuxième mi-temps se déroule en tribunes avec la désertion du parcage visiteur par la Brigade Loire et l'appel du speaker à la 53e minute qui annonce que "les chauffeurs des bus nantais sont attendus de toute urgence à leurs véhicules". Cette annonce provoque l'hilarité du Roazhon Park et est vite moquée par les supporters rennais.
- Rennes-Nantes 3-2 (31/01/2020) - Ligue 1

Avant cette rencontre les deux équipes sont à la lutte pour les places européennes, le Stade rennais (3è) ayant 4 points d'avance sur le FC Nantes (6è). C'est aussi l'occasion pour Christian Gourcuff de retrouver le Roazhon Park, 18 mois après son limogeage. Cette rencontre à l'odeur de Coupe d'Europe débute calmement avant l'ouverture du score contre-son-camp de Damien Da Silva pour le FC Nantes en début de seconde période. Le Stade rennais égalise 20 minutes plus tard par Raphinha qui reprend un pénalty de M'baye Niang repoussé par Alban Lafont. À 10 minutes de la fin du match, Moses Simon inscrit un but et pense donner aux nantais leur première victoire à Rennes depuis 2013. Le capitaine nantais, Abdoulaye Touré, formé à la Jonelière, profite de ce but pour aller chambrer le RCK. À la quatrième minute des arrêts de jeu, Benjamin Bourigeaud ajuste Alban Lafont et égalise pour le Stade rennais alors qu'il ne reste que trois minutes à disputer. Sur la dernière action du match, la frappe de M'Baye Niang est repoussée par Alban Lafont et atterrit dans les pieds de Raphinha qui conclut. Le but est dans un premier temps refusé pour hors-jeu avant que la VAR ne valide le but. Les rennais iront célébrer cette victoire en chambrant Lafont qui avait provoqué ses adversaires lorsque le FC Nantes menait au score.

### Confrontations
| #   | Date              | Compétition                | Lieu                         | Résultat             | Buteur(s) pour Nantes                                                                     | Buteur(s) pour Rennes                                     | Spectateurs   | Réf.    |
| --- | ----------------- | -------------------------- | ---------------------------- | -------------------- | ----------------------------------------------------------------------------------------- | --------------------------------------------------------- | ------------- | ------- |
| 1   | 5 février 1950    | Coupe de France (1/16)     | Stade Ménez-Paul             | SRUC 3 - 1 FCN       | Scuillier 5e                                                                              | Minci 8e · Lachèze 40e 82e                                | 8 750         | rapport |
| 2   | 25 octobre 1953   | Division 2 (12e journée)   | Stade de la route de Lorient | SRUC 2 - 0 FCN       |                                                                                           | Bengtsson 5e · Gomez 8e                                   | 13 092        | rapport |
| 3   | 14 mars 1954      | Division 2 (29e journée)   | Stade Malakoff               | FCN 4 - 2 SRUC       | van Geen 2e · Sinibaldi 29e · Perez 62e · Cueff 77e (csc)                                 | Gomez 67e · Caeiro 77e                                    | 11 483        | rapport |
| 4   | 19 septembre 1954 | Division 2 (7e journée)    | Stade de la route de Lorient | SRUC 4 - 2 FCN       | Orengo 46e · van Geen 65e                                                                 | Baillot 51e 54e 82e · Caeiro 78e                          | 8 306         | rapport |
| 5   | 16 janvier 1955   | Division 2 (24e journée)   | Stade Malakoff               | FCN 1 - 1 SRUC       | Orosco 1re                                                                                | Baucomont 60e                                             | 9 913         | rapport |
| 6   | 11 décembre 1955  | Division 2 (19e journée)   | Stade de la route de Lorient | SRUC 4 - 2 FCN       | Singier 15e · Orosco 78e                                                                  | Caeiro 1re 67e · Grumellon 49e 87e                        | 10 553        | rapport |
| 7   | 15 avril 1956     | Division 2 (32e journée)   | Stade Malakoff               | FCN 0 - 3 SRUC       |                                                                                           | Caeiro 4e · Legrand 12e 13e (pen.)                        | 7 417         | rapport |
| 8   | 3 novembre 1957   | Division 2 (15e journée)   | Stade de la route de Lorient | SRUC 4 - 2 FCN       | Balloche 71e · Bouteiller 87e                                                             | Mahi 41e 68e · Cuissard 9e · Dombeck 86e                  | 9 961         | rapport |
| 9   | 13 avril 1958     | Division 2 (33e journée)   | Stade Malakoff               | FCN 0 - 0 SRUC       |                                                                                           |                                                           | 10 781        | rapport |
| 10  | 15 décembre 1963  | Division 1 (15e journée)   | Stade Malakoff               | FCN 2 - 1 SRUC       | Siatka 20e · Boukhalfa 53e                                                                | Lamartine 76e                                             | 11 419        | rapport |
| 11  | 7 juin 1964       | Division 1 (34e journée)   | Stade de la route de Lorient | SRUC 3 - 1 FCN       | Blanchet 24e                                                                              | Loncle 2e · Pellegrini 16e 54e                            | 9 383         | rapport |
| 12  | 22 novembre 1964  | Division 1 (13e journée)   | Stade Malakoff               | FCN 2 - 3 SRUC       | Simon 43e · Santos 77e                                                                    | Dubaële 60e · Rodighiero 75e · Pellegrini 88e             | 14 298        | rapport |
| 13  | 10 avril 1965     | Division 1 (28e journée)   | Stade de la route de Lorient | SRUC 4 - 0 FCN       |                                                                                           | Pellegrini 32e 50e · Ascencio 62e · Prigent 85e           | 11 966        | rapport |
| 14  | 17 août 1965      | Trophée des champions 1965 | Stade du Moustoir            | FCN 4 - 2 SRUC       | Gondet 7e 80e 87e · Géorgin 30e                                                           | Watteau 4e · Rodighiero 67e                               | 12 000        | rapport |
| 15  | 11 novembre 1965  | Division 1 (14e journée)   | Stade de la route de Lorient | SRUC 2 - 0 FCN       |                                                                                           | Rodighiero 26e · Budzynski 64e (csc)                      | 28 180        | rapport |
| 16  | 23 avril 1966     | Division 1 (33e journée)   | Stade Marcel-Saupin          | FCN 4 - 0 SRUC       | Touré 8e · Gondet 35e 47e (pen.) 58e                                                      |                                                           | 23 480        | rapport |
| 17  | 3 septembre 1966  | Division 1 (4e journée)    | Stade Marcel-Saupin          | FCN 1 - 0 SRUC       | Blanchet 76e                                                                              |                                                           | 20 258        | rapport |
| 18  | 29 janvier 1967   | Division 1 (23e journée)   | Stade de la route de Lorient | SRUC 2 - 2 FCN       | Kovačević 25e · Gondet 30e                                                                | Rodighiero 77e (pen.) · Floch 79e                         | 22 503        | rapport |
| 19  | 15 octobre 1967   | Division 1 (10e journée)   | Stade de la route de Lorient | SRUC 1 - 1 FCN       | Barret 5e                                                                                 | Takač 64e                                                 | 14 933        | rapport |
| 20  | 17 mars 1968      | Division 1 (27e journée)   | Stade Marcel-Saupin          | FCN 2 - 0 SRUC       | Barret 1re · Robin 79e (pen.)                                                             |                                                           | 10 645        | rapport |
| 21  | 26 octobre 1968   | Division 1 (9e journée)    | Stade de la route de Lorient | SRUC 2 - 1 FCN       | Blanchet 71e                                                                              | Mosa 48e 82e                                              | 15 714        | rapport |
| 22  | 5 avril 1969      | Division 1 (25e journée)   | Stade Marcel-Saupin          | FCN 3 - 2 SRUC       | Gondet 20e · Pech 62e · Blanchet 86e                                                      | Michel 17e (csc) · Rico 29e                               | 11 792        | rapport |
| 23  | 3 septembre 1969  | Division 1 (6e journée)    | Stade Marcel-Saupin          | FCN 6 - 1 SRUC       | Michel 5e · Jazdzyk 24e (csc) · Levavasseur 40e 59e (pen.) 83e · Courtin 82e              | Lukić 14e                                                 | 13 149        | rapport |
| 24  | 15 février 1970   | Division 1 (22e journée)   | Stade de la route de Lorient | SRUC 1 - 2 FCN       | Blanchet 17e 67e                                                                          | Rodighiero 20e                                            | 11 332        | rapport |
| 25  | 18 novembre 1970  | Division 1 (14e journée)   | Stade de la route de Lorient | SRUC 4 - 0 FCN       |                                                                                           | Garcia 20e 60e · Lenoir 21e 80e                           | 18 000        | rapport |
| 26  | 15 mai 1971       | Division 1 (32e journée)   | Stade Marcel-Saupin          | FCN 1 - 0 SRUC       | Blanchet 81e                                                                              |                                                           | 23 013        | rapport |
| 27  | 13 octobre 1971   | Division 1 (10e journée)   | Stade de la route de Lorient | SRUC 1 - 1 FCN       | Maas 43e                                                                                  | Lenoir 47e                                                | 18 330        | rapport |
| 28  | 19 février 1972   | Coupe de France (1/16)     | Stade Yves-du-Manoir         | FCN 2 - 0 SRUC       | Maas 23e · Blanchet 44e                                                                   |                                                           | 9 768         | rapport |
| 29  | 25 mars 1972      | Division 1 (28e journée)   | Stade Marcel-Saupin          | FCN 4 - 0 SRUC       | Michel 1re · Blanchet 2e · Maas 48e · Pech 54e                                            |                                                           | 13 298        | rapport |
| 30  | 6 septembre 1972  | Division 1 (5e journée)    | Stade Marcel-Saupin          | FCN 1 - 0 SRFC       | Rampillon 31e                                                                             |                                                           | 22 432        | rapport |
| 31  | 4 février 1973    | Division 1 (23e journée)   | Stade de la route de Lorient | SRFC 0 - 0 FCN       |                                                                                           |                                                           | 12 361        | rapport |
| 32  | 2 novembre 1973   | Division 1 (14e journée)   | Stade de la route de Lorient | SRFC 0 - 0 FCN       |                                                                                           |                                                           | 13 921        | rapport |
| 33  | 3 février 1974    | Coupe de France (1/32)     | Parc des Princes             | FCN 3 - 1 SRFC       | Curioni 29e 87e · Blanchet 32e                                                            | Pokou 34e                                                 | 45 033        | rapport |
| 34  | 12 avril 1974     | Division 1 (32e journée)   | Stade Marcel-Saupin          | FCN 1 - 1 SRFC       | Pech 83e (pen.)                                                                           | Bernard 15e                                               | 17 051        | rapport |
| 35  | 24 septembre 1974 | Division 1 (9e journée)    | Stade Marcel-Saupin          | FCN 1 - 1 SRFC       | Rampillon 26e                                                                             | Pokou 76e                                                 | 11 819        | rapport |
| 36  | 16 février 1975   | Division 1 (27e journée)   | Stade de la route de Lorient | SRFC 0 - 0 FCN       |                                                                                           |                                                           | 17 034        | rapport |
| 37  | 18 septembre 1976 | Division 1 (7e journée)    | Stade de la route de Lorient | SRFC 2 - 1 FCN       | Baronchelli 40e                                                                           | Guermeur 1re · Tonnel 30e (pen.)                          | 15 371        | rapport |
| 38  | 18 février 1977   | Division 1 (25e journée)   | Stade Marcel-Saupin          | FCN 3 - 1 SRFC       | Sahnoun 31e · Michel 36e · Bargas 77e (pen.)                                              | Richard 72e                                               | 15 785        | rapport |
| 39  | 17 août 1983      | Division 1 (5e journée)    | Stade Marcel-Saupin          | FCN 3 - 1 SRFC       | Touré 31e · Muller 75e (pen.) · Buscher 80e                                               | Bousdira 64e                                              | 24 026        | rapport |
| 40  | 17 décembre 1983  | Division 1 (23e journée)   | Stade de la route de Lorient | SRFC 1 - 2 FCN       | Poullain 50e · Robert 78e                                                                 | Vésir 75e                                                 | 23 882        | rapport |
| 41  | 17 février 1984   | Coupe de France (1/16 A)   | Stade de la route de Lorient | SRFC 0 - 2 FCN       | Touré 37e · Amisse 47e                                                                    |                                                           | 23 000        | rapport |
| 42  | 22 février 1984   | Coupe de France (1/16 R)   | Stade Marcel-Saupin          | FCN 7 - 0 SRFC       | Amisse 21e · Halilhodžić 25e 50e (pen.) · Robert 61e · Touré 71e (pen.) 75e · Buscher 82e |                                                           | 9 000         | rapport |
| 43  | 2 novembre 1985   | Division 1 (18e journée)   | Stade de la Beaujoire        | FCN 1 - 0 SRUC       | Le Roux 39e                                                                               |                                                           | 26 754        | rapport |
| 44  | 11 avril 1986     | Division 1 (36e journée)   | Stade de la route de Lorient | SRFC 0 - 0 FCN       |                                                                                           |                                                           | 18 742        | rapport |
| 45  | 22 août 1986      | Division 1 (5e journée)    | Stade de la route de Lorient | SRFC 1 - 3 FCN       | Garande 54e · Anziani 60e · Bracigliano 65e                                               | Angloma 88e                                               | 17 083        | rapport |
| 46  | 20 décembre 1986  | Division 1 (23e journée)   | Stade de la Beaujoire        | FCN 3 - 1 SRFC       | Anziani 60e 44e · Morice 57e                                                              | Christophe 62e                                            | 10 000        | rapport |
| 47  | 27 octobre 1990   | Division 1 (14e journée)   | Stade de la Beaujoire        | FCN 2 - 0 SRFC       | Desailly 6e · Ferri 29e                                                                   |                                                           | 30 697        | rapport |
| 48  | 6 avril 1991      | Division 1 (32e journée)   | Stade de la route de Lorient | SRFC 2 - 0 FCN       |                                                                                           | Delamontagne 60e 76e                                      | 9 737         | rapport |
| 49  | 26 juillet 1991   | Division 1 (2e journée)    | Stade de la route de Lorient | SRFC 0 - 1 FCN       | Vulić 54e                                                                                 |                                                           | 9 106         | rapport |
| 50  | 29 novembre 1991  | Division 1 (20e journée)   | Stade de la Beaujoire        | FCN 1 - 0 SRFC       | Ouédec 75e                                                                                |                                                           | 15 697        | rapport |
| 51  | 22 février 1992   | Coupe de France (1/32)     | Stade de la route de Lorient | SRFC 1 - 0 FCN       |                                                                                           | Ribar 57e                                                 | 10 251        | rapport |
| 52  | 31 août 1994      | Division 1 (7e journée)    | Stade de la Beaujoire        | FCN 2 - 0 SRFC       | N'Doram 7e · Ouédec 85e                                                                   |                                                           | 30 680        | rapport |
| 53  | 8 février 1995    | Division 1 (25e journée)   | Stade de la route de Lorient | SRFC 1 - 1 FCN       | Loko 43e                                                                                  | Gourvennec 51e                                            | 17 549        | rapport |
| 54  | 18 novembre 1995  | Division 1 (18e journée)   | Stade de la Beaujoire        | FCN 2 - 2 SRFC       | N'Doram 7e 90e                                                                            | Grassi 38e (42)                                           | 25 438        | rapport |
| 55  | 27 avril 1996     | Division 1 (36e journée)   | Stade de la route de Lorient | SRFC 2 - 2 FCN       | N'Doram 51e · Pedros 59e                                                                  | Denis 14e · Wiltord 36e                                   | 19 577        | rapport |
| 56  | 28 septembre 1996 | Division 1 (9e journée)    | Stade de la Beaujoire        | FCN 3 - 3 SRFC       | Mazzoni 19e · Savinaud 65e · Da Rocha 90e                                                 | Guivarc'h 39e 70e · Huard 89e                             | 15 010        | rapport |
| 57  | 21 février 1997   | Division 1 (27e journée)   | Stade de la route de Lorient | SRFC 0 - 1 FCN       | Gourvennec 70e                                                                            |                                                           | 10 500        | rapport |
| 58  | 21 novembre 1997  | Division 1 (17e journée)   | Stade de la route de Lorient | SRFC 3 - 0 FCN       |                                                                                           | Goussé 28e · Bigné 62e · Lambert 66e                      | 11 546        | rapport |
| 59  | 25 avril 1998     | Division 1 (33e journée)   | Stade de la Beaujoire        | FCN 1 - 1 SRFC       | N'Diaye 45e                                                                               | Bigné 48e                                                 | 32 597        | rapport |
| 60  | 28 novembre 1998  | Division 1 (16e journée)   | Stade de la route de Lorient | SRFC 2 - 3 FCN       | Sibierski 30e · Suffo 84e · Le Roux 90e                                                   | Nonda 24e · Grégoire 44e                                  | 19 134        | rapport |
| 61  | 5 mai 1999        | Division 1 (32e journée)   | Stade de la Beaujoire        | FCN 2 - 1 SRFC       | Chanelet 17e · Touré 77e                                                                  | Bardon 12e                                                | 32 185        | rapport |
| 62  | 19 septembre 1999 | Division 1 (7e journée)    | Stade de la Beaujoire        | FCN 3 - 0 SRUC       | Carrière 5e 21e · Sibierski 50e                                                           |                                                           | 29 471        | rapport |
| 63  | 20 janvier 2000   | Division 1 (23e journée)   | Stade de la route de Lorient | SRFC 0 - 0 FCN       |                                                                                           |                                                           | 14 969        | rapport |
| 64  | 19 mars 2000      | Coupe de France (1/4)      | Stade de la Beaujoire        | FCN 2 - 1 SRFC a. p. | Fabbri 37e · Sibierski 118e                                                               | Le Roux 79e                                               | 25 000        | rapport |
| 65  | 21 octobre 2000   | Division 1 (12e journée)   | Stade de la Beaujoire        | FCN 1 - 0 SRFC       | Vahirua 73e                                                                               |                                                           | 35 030        | rapport |
| 66  | 5 janvier 2001    | Coupe de la Ligue (1/16)   | Stade de la route de Lorient | SRFC 2 - 4 FCN a. p. | Moldovan 45e · Olembe 95e · Carrière 116e · Savinaud 120e                                 | Echouafni 68e · Lucas 97e                                 | 14 442        | rapport |
| 67  | 4 mars 2001       | Division 1 (28e journée)   | Stade de la route de Lorient | SRFC 0 - 2 FCN       | Fabbri 57e · Vahirua 90e                                                                  |                                                           | 22 759        | rapport |
| 68  | 17 novembre 2001  | Division 1 (14e journée)   | Stade de la route de Lorient | SRFC 2 - 0 FCN       |                                                                                           | Monterrubio 50e (pen.) · Réveillère 76e                   | 21 079        | rapport |
| 69  | 23 mars 2002      | Division 1 (30e journée)   | Stade de la Beaujoire        | FCN 3 - 1 SRUC       | Fabbri 13e · André 36e · Vahirua 72e                                                      | Makhtar N'Diaye 31e                                       | 35 343        | rapport |
| 70  | 21 septembre 2002 | Ligue 1 (8e journée)       | Stade de la route de Lorient | SRFC 1 - 0 FCN       |                                                                                           | Arribagé 77e                                              | 20 537        | rapport |
| 71  | 5 février 2003    | Ligue 1 (26e journée)      | Stade de la Beaujoire        | FCN 1 - 0 SRFC       | Pujol 78e                                                                                 |                                                           | 32 846        | rapport |
| 72  | 4 octobre 2003    | Ligue 1 (9e journée)       | Stade de la Beaujoire        | FCN 1 - 0 SRFC       | Hadjadj 22e                                                                               |                                                           | 32 465        | rapport |
| 73  | 6 mars 2004       | Ligue 1 (27e journée)      | Stade de la route de Lorient | SRFC 0 - 3 FCN       | Moldovan 50e 73e · Quint 52e                                                              |                                                           | 18 566        | rapport |
| 74  | 17 mars 2004      | Coupe de France (1/4)      | Stade de la Beaujoire        | FCN 3 - 2 SRFC       | Vahirua 65e · Yapi-Yapo 71e · N'Zigou 88e                                                 | Barbosa 45+1e · Gillet 90+1e (csc)                        | 26 569        | rapport |
| 75  | 21 août 2004      | Ligue 1 (3e journée)       | Stade de la route de Lorient | SRFC 1 - 0 FCN       |                                                                                           | Frei 32e                                                  | 24 457        | rapport |
| 76  | 15 janvier 2005   | Ligue 1 (21e journée)      | Stade de la Beaujoire        | FCN 2 - 0 SRFC       | Keșerü 30e · Savinaud 63e (pen.)                                                          |                                                           | 32 472        | rapport |
| 77  | 7 août 2005       | Ligue 1 (2e journée)       | Stade de la route de Lorient | SRFC 0 - 3 FCN       | Faé 15e · Diallo 79e · Bamogo 86e                                                         |                                                           | 29 345        | rapport |
| 78  | 4 janvier 2006    | Ligue 1 (20e journée)      | Stade de la Beaujoire        | FCN 0 - 2 SRFC       |                                                                                           | Didot 30e · Utaka 70e                                     | 29 669        | rapport |
| 79  | 2 décembre 2006   | Ligue 1 (16e journée)      | Stade de la route de Lorient | SRFC 2 - 0 FCN       |                                                                                           | Melchiot 39e · Cheyrou 79e                                | 29 093        | rapport |
| 80  | 28 avril 2007     | Ligue 1 (34e journée)      | Stade de la Beaujoire        | FCN 0 - 2 SRFC       |                                                                                           | Utaka 55e · Briand 59e                                    | 35 616        | rapport |
| 81  | 13 décembre 2008  | Ligue 1 (18e journée)      | Stade de la route de Lorient | SRFC 0 - 0 FCN       |                                                                                           |                                                           | 28 652        | rapport |
| 82  | 17 mai 2009       | Ligue 1 (36e journée)      | Stade de la Beaujoire        | FCN 1 - 1 SRFC       | Bagayoko 42e                                                                              | Sow 84e                                                   | 26 078        | rapport |
| 83  | 29 septembre 2013 | Ligue 1 (8e journée)       | Stade de la route de Lorient | SRFC 1 - 3 FCN       | Djordjevic 17e · Gakpé 42e · Deaux 90+2e                                                  | Oliveira 55e                                              | 28 717        | rapport |
| 84  | 23 février 2014   | Ligue 1 (26e journée)      | Stade de la Beaujoire        | FCN 0 - 3 SRFC       |                                                                                           | Ntep 16e · Konradsen 63e · Toivonen 90e                   | 34 169        | rapport |
| 85  | 2 novembre 2014   | Ligue 1 (12e journée)      | Stade de la Beaujoire        | FCN 1 - 1 SRFC       | Armand 21e (csc)                                                                          | Pedro Henrique 4e                                         | 31 893        | rapport |
| 86  | 21 mars 2015      | Ligue 1 (30e journée)      | Stade de la route de Lorient | SRFC 0 - 0 FCN       |                                                                                           |                                                           | 25 139        | rapport |
| 87  | 13 septembre 2015 | Ligue 1 (5e journée)       | Stade de la Beaujoire        | FCN 0 - 2 SRFC       |                                                                                           | Ntep 67e · Sio 89e                                        | 27 262        | rapport |
| 88  | 6 mars 2016       | Ligue 1 (29e journée)      | Roazhon Park                 | SRFC 4 - 1 FCN       | Adryan 60e                                                                                | Dembélé 1re 23e 45e · Grosicki 15e                        | 29 060        | rapport |
| 89  | 22 octobre 2016   | Ligue 1 (10e journée)      | Stade de la Beaujoire        | FCN 1 - 2 SRFC       | Sala 42e                                                                                  | Grosicki 58e 75e                                          | 29 015        | rapport |
| 90  | 28 janvier 2017   | Ligue 1 (22e journée)      | Roazhon Park                 | SRFC 1 - 1 FCN       | Iloki 45e                                                                                 | Gnagnon 87e                                               | 23 664        | rapport |
| 91  | 25 novembre 2017  | Ligue 1 (14e journée)      | Roazhon Park                 | SRFC 2 - 1 FCN       | Sala 73e (pen.)                                                                           | Khazri 51e 88e                                            | 26 151        | rapport |
| 92  | 20 avril 2018     | Ligue 1 (34e journée)      | Stade de la Beaujoire        | FCN 1 - 1 SRFC       | Thomasson 42e                                                                             | Pallois 81e (csc)                                         | 32 431        | rapport |
| 93  | 11 novembre 2018  | Ligue 1 (13e journée)      | Roazhon Park                 | SRFC 1 - 1 FCN       | Sala 16e                                                                                  | Johansson 8e                                              | 23 270        | rapport |
| 94  | 19 décembre 2018  | Coupe de la Ligue (1/8)    | Roazhon Park                 | SRFC 2 - 1 FCN       | Waris 49e                                                                                 | Mexer 60e · Da Silva 89e                                  | 19 435        | rapport |
| 95  | 13 janvier 2019   | Ligue 1 (20e journée)      | Stade de la Beaujoire        | FCN 0 - 1 SRFC       |                                                                                           | Da Silva 13e                                              | 31 195        | rapport |
| 96  | 25 septembre 2019 | Ligue 1 (7e journée)       | Stade de la Beaujoire        | FCN 1 - 0 SRFC       | Touré 77e (pen.)                                                                          |                                                           | 26 952        | rapport |
| 97  | 31 janvier 2020   | Ligue 1 (22e journée)      | Roazhon Park                 | SRFC 3 - 2 FCN       | Da Silva 47e (csc) · Simon 80e                                                            | Raphinha 71e 90+6e · Bourigeaud 90+5e                     | 27 836        | rapport |
| 98  | 6 janvier 2021    | Ligue 1 (18e journée)      | Stade de la Beaujoire        | FCN 0 - 0 SRFC       |                                                                                           |                                                           | 0 (huis clos) | rapport |
| 99  | 11 avril 2021     | Ligue 1 (32e journée)      | Roazhon Park                 | SRFC 1 - 0 FCN       |                                                                                           | Terrier 51e                                               | 0 (huis clos) | rapport |
| 100 | 22 août 2021      | Ligue 1 (3e journée)       | Roazhon Park                 | SRFC 1 - 0 FCN       |                                                                                           | Terrier 57e                                               | 27 569        | rapport |
| 101 | 11 mai 2022       | Ligue 1 (36e journée)      | Stade de la Beaujoire        | FCN 2 - 1 SRFC       | Coulibaly 44e · Pallois 70e                                                               | Tait 31e                                                  | 26 359        | rapport |
| 102 | 9 octobre 2022    | Ligue 1 (10e journée)      | Roazhon Park                 | SRFC 3 - 0 FCN       |                                                                                           | Gouiri 25e · Terrier 79e · Doué 83e                       | 27 844        | rapport |
| 103 | 26 février 2023   | Ligue 1 (25e journée)      | Stade de la Beaujoire        | FCN 0 - 1 SRFC       |                                                                                           | Doku 19e                                                  | 34 467        | rapport |
| 104 | 1er octobre 2023  | Ligue 1 (7e journée)       | Roazhon Park                 | SRFC 3 - 1 FCN       | Chirivella 44e                                                                            | Bourigeaud 5e (pen.) · Doué 72e · Kalimuendo 90+6e (pen.) | 27 316        | rapport |
| 105 | 21 avril 2024     | Ligue 1 (30e journée)      | Stade de la Beaujoire        | FCN 0 - 3 SRFC       |                                                                                           | Kalimuendo 67e · Bourigeaud 76e (pen.) · Gouiri 90+1e     | 25 433        | rapport |
| 106 | 8 décembre 2024   | Ligue 1 (14e journée)      | Stade de la Beaujoire        | FCN 1 - 0 SRFC       | Simon 89e                                                                                 |                                                           | 28 418        | rapport |
| 107 | 20 avril 2025     | Ligue 1 (30e journée)      | Roazhon Park                 | SRFC 2 - 1 FCN       | Mohamed 54e                                                                               | Truffert 23e · Meïté 86e                                  | 27 880        | rapport |
| 108 | 21 septembre 2025 | Ligue 1 (5e journée)       | Stade de la Beaujoire        | FCN - SRFC           |                                                                                           |                                                           |               | rapport |
| 109 | 26 avril 2026     | Ligue 1 (31e journée)      | Roazhon Park                 | SRFC - FCN           |                                                                                           |                                                           |               | rapport |

| #  | Date            | Compétition                       | Lieu                         | Résultat       | Buteur(s) pour Nantes      | Buteur(s) pour Rennes                        | Affluence | Lien    |
| -- | --------------- | --------------------------------- | ---------------------------- | -------------- | -------------------------- | -------------------------------------------- | --------- | ------- |
| 1  | 1963            | Coupe de la Ligue (1re journée)   | Stade de la route de Lorient | SRUC 2 - 4 FCN |                            |                                              |           |         |
| 2  | 1963            | Coupe de la Ligue (3e journée)    | Stade Malakoff               | FCN 2 - 2 SRUC |                            |                                              |           |         |
| 3  | 1964            | Coupe de la Ligue (4e journée)    | Stade du Moustoir            | FCN 2 - 1 SRUC |                            |                                              |           |         |
| 4  | 1964            | Coupe de la Ligue (6e journée)    | Stade de la route de Lorient | SRUC 2 - 2 FCN |                            |                                              |           |         |
| 5  | juillet 1984    | Coupe de la Ligue (4e journée)    | Stade de la route de Lorient | SRFC 1 - 0 FCN |                            |                                              |           |         |
| 6  | 5 juillet 1986  | Coupe de la Ligue (1re journée)   | Stade de la route de Lorient | SRFC 1 - 2 FCN |                            |                                              |           |         |
| 7  | 26 juillet 1986 | Coupe de la Ligue (5e journée)    | Stade de la Beaujoire        | FCN 1 - 1 SRFC |                            |                                              |           |         |
| 8  | 28 juin 1994    | Coupe de la Ligue (1/4 régionale) | Stade de la Beaujoire        | FCN 1 - 2 SRFC |                            |                                              |           |         |
| 9  | 2 août 2008     | Amical                            | Montaigu                     | FCN 0 - 1 SRFC |                            | Cheyrou 13e                                  | 3 500     | rapport |
| 10 | 29 juillet 2009 | Amical                            | Stade de la route de Lorient | SRFC 0 - 0 FCN |                            |                                              | 8 000     | rapport |
| 11 | 14 juillet 2010 | Amical                            | Carnac                       | FCN 1 - 1 SRFC | Djordjevic 10e             | Doumbia 80e                                  | 1 500     | rapport |
| 12 | 27 juillet 2013 | Amical                            | Stade de la route de Lorient | SRFC 1 - 1 FCN | Gakpé 59e                  | Erding 90+4e                                 | 12 224    | rapport |
| 13 | 27 juillet 2022 | Amical                            | Saint-Nazaire                | SRFC 1 - 0 FCN |                            | Guirassy 49e                                 | 4 029     | rapport |
| 14 | 26 juillet 2025 | Amical                            | Stade de la Jonelière        | FCN 2 - 3 SRFC | Leroux 30e · Lepenant 118e | Kalimuendo 15e · Deuff 41e (csc) · Gómez 84e |           | rapport |

## Statistiques

### Bilan
au 18 avril 2025
| Compétition           | Matchs | Victoires de Nantes | Matchs nuls | Victoires de Rennes | Buts pour Nantes | Buts pour Rennes |
| --------------------- | ------ | ------------------- | ----------- | ------------------- | ---------------- | ---------------- |
| Ligue 1               | 88     | 36                  | 23          | 29                  | 111              | 102              |
| Ligue 2               | 8      | 1                   | 2           | 5                   | 11               | 20               |
| Coupe de France       | 8      | 6                   | 0           | 2                   | 20               | 8                |
| Coupe de la Ligue     | 2      | 1                   | 0           | 1                   | 5                | 4                |
| Trophée des champions | 1      | 1                   | 0           | 0                   | 4                | 2                |
| Total                 | 107    | 45                  | 25          | 37                  | 151              | 136              |

| Stade                                       | Matchs | Victoires de Nantes | Matchs nuls | Victoires de Rennes | Buts pour Nantes | Buts pour Rennes |
| ------------------------------------------- | ------ | ------------------- | ----------- | ------------------- | ---------------- | ---------------- |
| Stade de la route de Lorient / Roazhon Park | 52     | 12                  | 14          | 26                  | 54               | 81               |
| Stade de la Beaujoire                       | 32     | 17                  | 7           | 8                   | 41               | 32               |
| Stade Malakoff / Stade Marcel-Saupin        | 19     | 13                  | 4           | 2                   | 46               | 17               |
| Terrain neutre                              | 4      | 3                   | 0           | 1                   | 10               | 6                |
| Total                                       | 107    | 44                  | 25          | 37                  | 151              | 136              |

| Décennie    | Matchs | Victoires de Nantes | Matchs nuls | Victoires de Rennes | Buts pour Nantes | Buts pour Rennes |
| ----------- | ------ | ------------------- | ----------- | ------------------- | ---------------- | ---------------- |
| Années 1950 | 9      | 1                   | 2           | 6                   | 12               | 23               |
| Années 1960 | 14     | 7                   | 2           | 5                   | 29               | 23               |
| Années 1970 | 15     | 7                   | 6           | 2                   | 20               | 12               |
| Années 1980 | 8      | 7                   | 1           | 0                   | 21               | 4                |
| Années 1990 | 16     | 8                   | 5           | 3                   | 24               | 18               |
| Années 2000 | 20     | 11                  | 3           | 6                   | 26               | 17               |
| Années 2010 | 14     | 2                   | 5           | 7                   | 12               | 21               |
| Années 2020 | 11     | 2                   | 1           | 8                   | 7                | 18               |
| Total       | 107    | 45                  | 25          | 37                  | 151              | 136              |

### Records
- Victoires consécutives[36]
  - 6 pour Nantes (1977-1985)
  - 4 pour Rennes (2022-2024)
- Victoires consécutives à domicile[36]
  - 9 pour Nantes (1999-2005)
  - 7 pour Rennes (1953-1965)
- Séries d'invincibilité[36]
  - 12 matchs pour Rennes (2014-2019)
  - 11 matchs pour Nantes (1971-1975)
- Série d'invincibilité à domicile[36]
  - 12 matchs pour le Stade rennais FC (2015-)
  - 30 matchs pour le FC Nantes (1966-2005)
- Plus grosse affluence :
  - 35 616 spectateurs Stade de la Beaujoire à Nantes en Ligue 1 le 28 avril 2007 (0 - 2)
  - 29 345 spectateurs au Stade de la route de Lorient à Rennes en Ligue 1 le 7 août 2005 (0 - 3)
- Plus large victoire :[36]
  - Victoire 7 - 0 du FC Nantes le 22 février 1984
  - Victoire 4 - 0 du Stade rennais FC  le 10 avril 1965 et le 18 novembre 1970
- Meilleur buteur :[36]
  - 12 buts : Bernard Blanchet (FCN)
  - 8 buts : Philippe Gondet (FCN)
  - 5 buts : José Touré (FCN), José Caiero, Giovanni Pellegrini, Daniel Rodighiero (SRFC)
  - 4 buts : Japhet N'doram, Marama Vahirua (FCN)
- Plus de buts en un match :[32]
  - 3 buts : Philippe Gondet (FCN - 2 fois en 1965), Philippe Levavasseur (FCN - 1969), Henri Baillot (SRFC - 1954), Ousmane Dembélé (SRFC - 2016).

## Palmarès
| Équipe           | Championnats         | Championnats         | Coupes nationales | Coupes nationales     | Total |
| Équipe           | Ligue 1 / Division 1 | Ligue 2 / Division 2 | Coupe de France   | Trophée des champions | Total |
| ---------------- | -------------------- | -------------------- | ----------------- | --------------------- | ----- |
| FC Nantes        | 8                    | 0                    | 4                 | 3                     | 15    |
| Stade rennais FC | 0                    | 2                    | 3                 | 1                     | 6     |
| Total            | 8                    | 2                    | 7                 | 4                     | 21    |

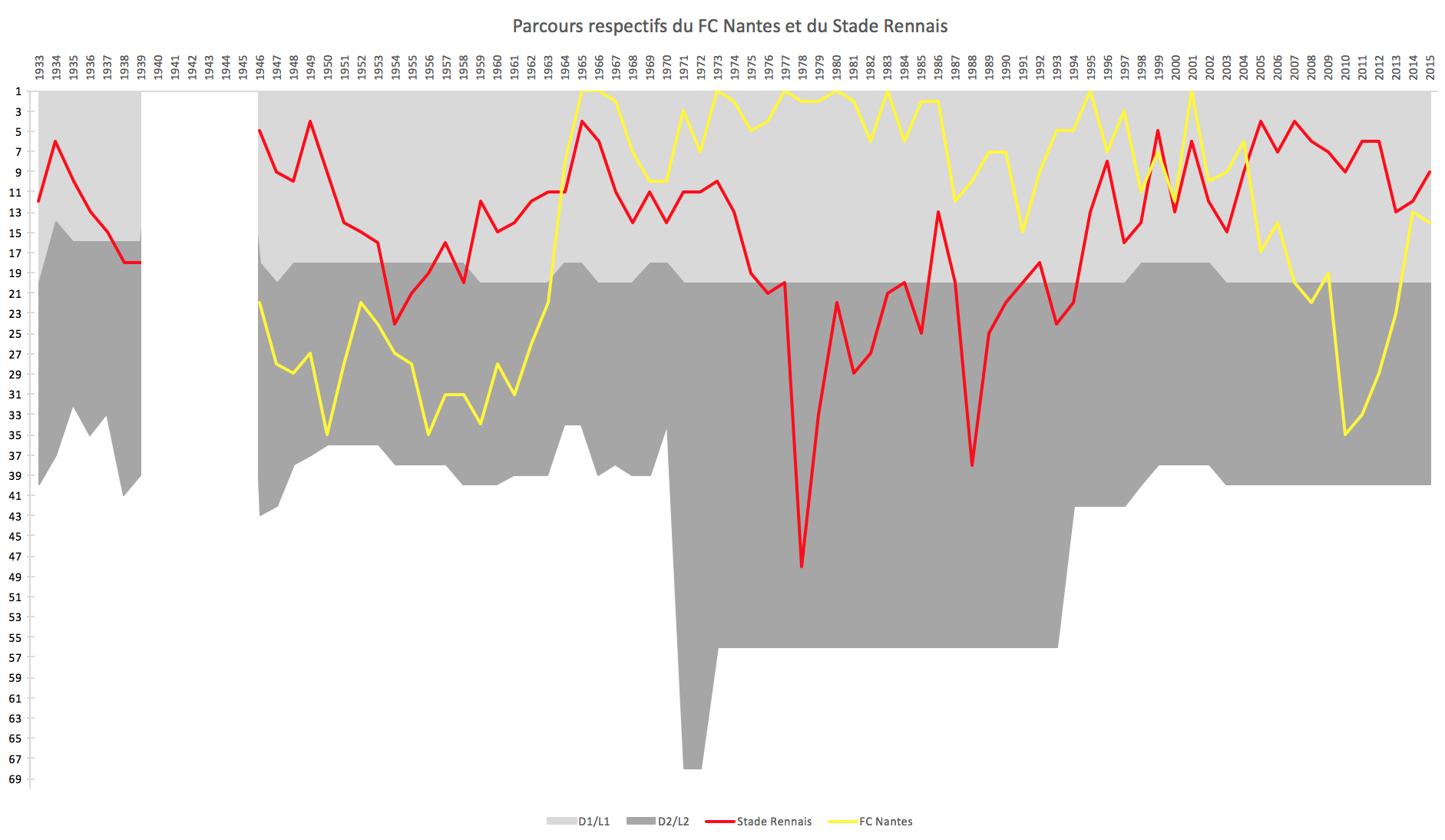
Comparaison des classements finaux du FC Nantes et du Stade rennais FC depuis 1932

Le FC Nantes a systématiquement dominé le Stade rennais FC dans la hiérarchie du football français de la fin des années 1960 au début des années 2000, se mêlant régulièrement à la lutte pour le titre tandis que les Rennais faisaient l'ascenseur entre première et deuxième division. Cette période de suprématie se traduit au niveau du palmarès avec 8 titres de champion glanés par Nantes entre 1965 et 2001 contre aucun côté rennais.
À la suite du dernier titre acquis en 2001 cependant, on observe un déclin marqué du FC Nantes se concluant par un séjour prolongé en Ligue 2 au tournant des années 2010. Parallèlement, le Stade rennais FC s'ancre dans la première partie du tableau et joue les premiers rôles en Ligue 1, sans se mêler à la lutte pour le titre. Ce reversement s'accompagne d'une montée en puissance de la formation rennaise qui accapare régulièrement les premières places des classements durant cette période, alors que le centre de formation nantais, pourtant l'un des plus productifs de l'histoire du football français connaît un recul marqué.

## Joueurs marquants
Certains joueurs ont marqué cette rivalité en étant l'image du club qu'ils représentent et en attisant cette rivalité. Frédéric Da Rocha, qui a passé 19 ans à Nantes et y est formé, a régulièrement attisé cette rivalité en comparant le palmarès des deux clubs ou en dénigrant le club rennais. Cette aversion que Da Rocha voue au Stade rennais lui est rendue par les supporters rouge et noir, ce joueur ayant été le visage du FC Nantes des années 2000, soit la période où la rivalité a pris de l'ampleur. Mickael Landreau, formé à Nantes et plus de 400 matchs avec les canaris, fut aussi chahuté par les supporters rennais, même après son départ de Nantes. Après la remontée du FC Nantes en 2013, Lucas Deaux s'exprima beaucoup par rapport au Stade rennais, et particulièrement après le succès Nantais en Ille-et-Vilaine en 2013. Ces déclarations ont reçues une réponse au match retour de la part de Paul-Georges Ntep à travers sa célébration. Après être arrivé au Stade rennais au mercato précédent, M'baye Niang célébra la victoire rennaise en Coupe de la Ligue en 2018 en appelant les nantais, et plus particulièrement leur capitaine Valentin Rongier, les "petits poussins". Enfin, Romain Danzé, le capitaine emblématique du Stade rennais, entretient aussi une forte rivalité avec le FC Nantes.

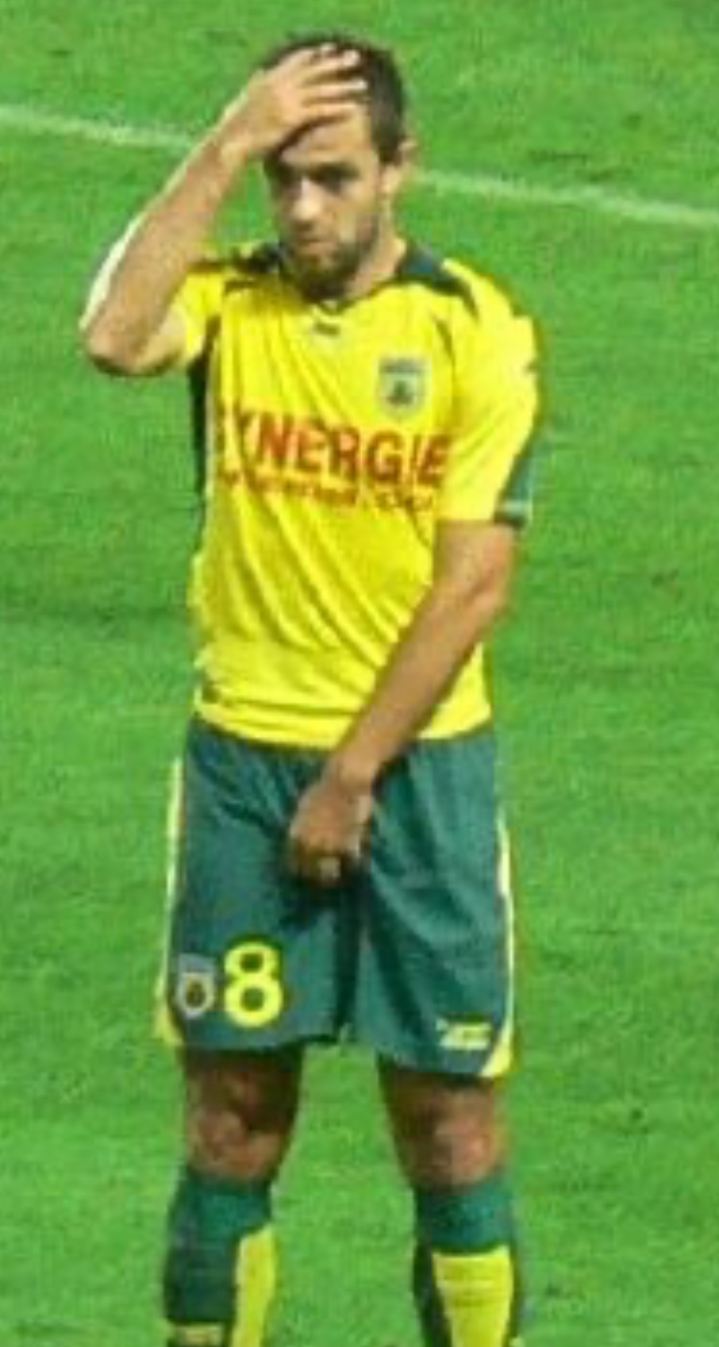
Frédéric Da Rocha
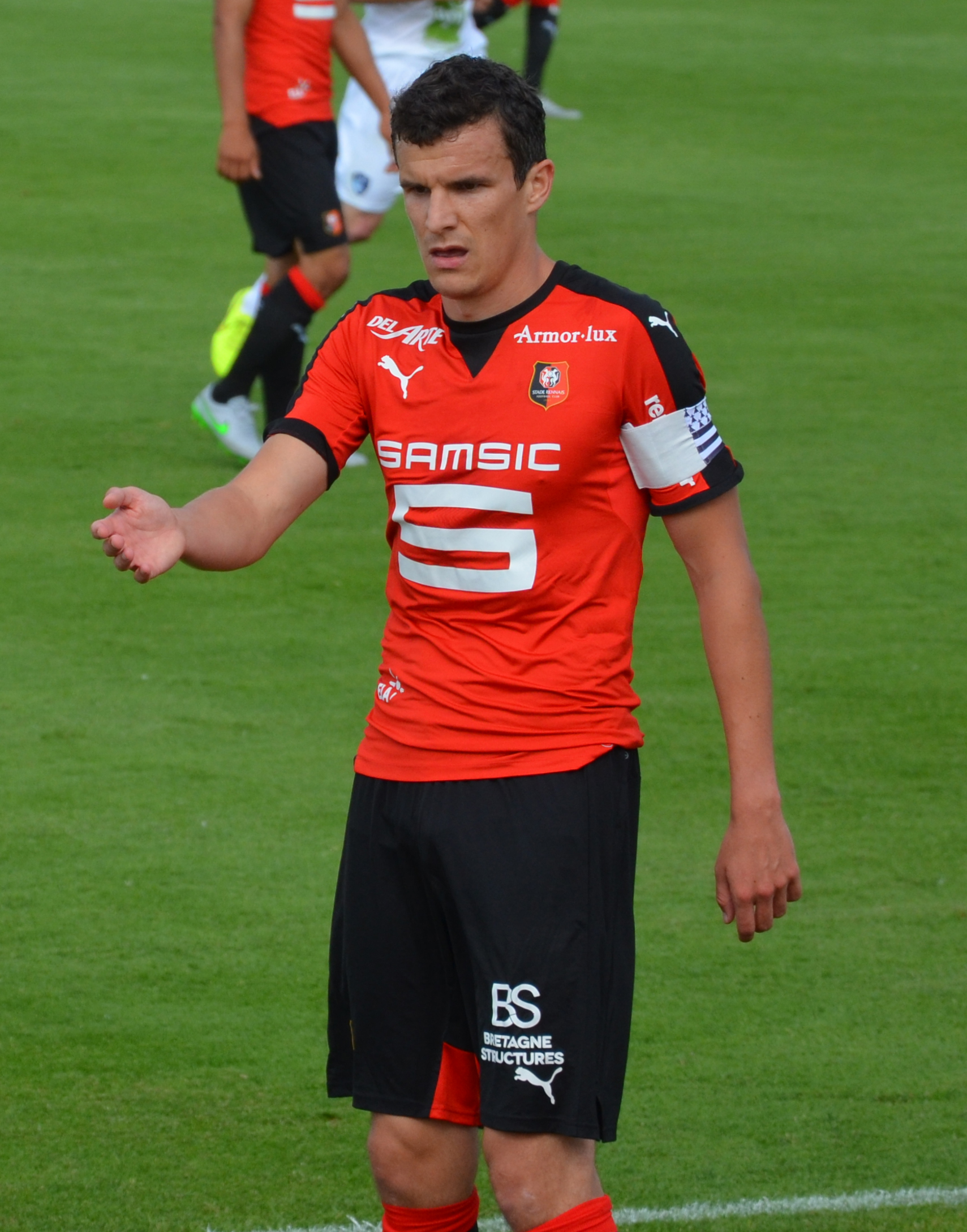
Romain Danzé

Sur le terrain, certaines performances ont marqué le derby. Du côté rennais, le but de Didot en 2006 ainsi que sa célébration est le symbole de cette victoire qui mis fin à 41 ans de disette en terre nantaise. Les doublés d'Olivier Monterrubio en 2001 et de Kamil Grosicki en 2016 leur valurent l'affection du public, pour le premier quelques mois après être arrivé de Nantes et le second eut un chant en son honneur de la part des supporters rennais. La performance rennaise la plus marquante dans ce derby est celle d'Ousmane Dembélé en 2016 qui inscrivit un triplé en 45 minutes alors qu'il n'était âgé que de 18 ans. Il s'agit du deuxième triplé inscrit par un joueur rennais dans l'histoire du derby après celui d'Henri Baillot en 1954. Il sera nommé joueur du mois de ligue 1 en grande partie grâce à cette prestation. Enfin, en 2020, Raphinha inscrit un doublé dont le but de la victoire après 8 minutes de temps additionnel. Côté nantais, Philippe Gondet a inscrit 2 triplés la même année (1965) et Philippe Levavasseur en inscrit un leur d'une victoire 6-1 en 1969. Les deux seuls joueurs à avoir inscrits des buts pour les deux équipes sont Jocelyn Gourvennec et Christophe Le Roux.

### Ils ont joués dans les 2 clubs
|  | Transfert direct du FC Nantes au Stade rennais FC |

| Nom                 | Poste     | FCN         | FCN        | FCN        | SRFC        | SRFC       | SRFC       |
| Nom                 | Poste     | Carrière    | Apps       | Buts       | Carrière    | Apps       | Buts       |
| ------------------- | --------- | ----------- | ---------- | ---------- | ----------- | ---------- | ---------- |
| Sylvain Armand      | Défenseur | 2000 - 2004 | 161        | 12         | 2013 - 2017 | 121        | 5          |
| Claude Arribas      | Défenseur | 1969 - 1974 | 58         | 7          | 1976 - 1978 | 58         | 4          |
| Ludovic Blas        | Milieu    | 2019 - 2023 | 159        | 45         | 2023-       | 73         | 13         |
| Eddy Capron         | Défenseur | 1990 - 1997 | 152        | 2          | 1997 - 1999 | 31         | 1          |
| Vahid Halilhodžić   | Attaquant | 1981 - 1986 | 192        | 111        | 2002 - 2003 | Entraîneur | Entraîneur |
| Vahid Halilhodžić   | Attaquant | 2018 - 2019 | Entraîneur | Entraîneur | 2002 - 2003 | Entraîneur | Entraîneur |
| Guy Lacombe         | Attaquant | 1976 - 1979 | 55         | 9          | 1985 - 1986 | 53         | 6          |
| Guy Lacombe         | Attaquant | 1976 - 1979 | 55         | 9          | 2007 - 2009 | Entraîneur | Entraîneur |
| Paul Le Guen        | Milieu    | 1989 - 1991 | 83         | 2          | 2002 - 2005 | Entraîneur | Entraîneur |
| André Le Menn       | Défenseur | 1953 - 1958 | 146        | 2          | 1958 - 1961 | 66         | 0          |
| Christophe Le Roux  | Milieu    | 1996 - 1999 | 81         | 12         | 1999 - 2002 | 116        | 24         |
| Quentin Merlin      | Défenseur | 2021 - 2024 | 81         | 3          | 2025 -      | 0          | 0          |
| Philippe Montanier  | Défenseur | 1990 - 1991 | 8          | 0          | 2013 - 2016 | Entraîneur | Entraîneur |
| Olivier Monterrubio | Milieu    | 1996 - 2001 | 118        | 35         | 2001 - 2007 | 215        | 41         |
| Oscar Muller        | Défenseur | 1975 - 1984 | 244        | 38         | 1984 - 1986 | 57         | 3          |
| Patrice Rio         | Défenseur | 1970 - 1984 | 554        | 33         | 1984 - 1986 | 90         | 9          |
| Valentin Rongier    | Milieu    | 2014 - 2019 | 135        | 10         | 2025 -      | 0          | 0          |
| Maurice Sellin      | Défenseur | 1944 - 1946 | ?          | ?          | 1946 - 1953 | 90         | 0          |
| Bruno Steck         | Défenseur | 1976 - 1979 | 7          | 0          | 1980 - 1981 | 34         | 6          |
| Stéphane Ziani      | Milieu    | 1991 - 1994 | 90         | 4          | 1995 - 1996 | 40         | 1          |

|  | Transfert direct du Stade rennais FC au FC Nantes |
|  | Prêté par le Stade rennais FC au FC Nantes        |

| Nom                     | Poste     | SRFC        | SRFC       | SRFC       | FCN         | FCN        | FCN        |
| Nom                     | Poste     | Carrière    | Apps       | Buts       | Carrière    | Apps       | Buts       |
| ----------------------- | --------- | ----------- | ---------- | ---------- | ----------- | ---------- | ---------- |
| Matthis Abline          | Attaquant | 2020 - 2024 | 25         | 3          | 2023 -      | 60         | 16         |
| Pierre-Yves André       | Attaquant | 1993 - 1997 | 138        | 18         | 2001 - 2003 | 47         | 8          |
| Ismaël Bangoura         | Attaquant | 2009 - 2010 | 42         | 9          | 2012 - 2016 | 48         | 6          |
| René Bouteiller         | Attaquant | 1949 - 1950 | 11         | 3          | 1950 - 1952 | 49         | 13         |
| Bruno Cheyrou           | Milieu    | 2006 - 2010 | 114        | 9          | 2010 - 2012 | 57         | 4          |
| Jean-Claude Darcheville | Attaquant | 1995 - 1998 | 48         | 5          | 2009 - 2010 | 28         | 6          |
| Alfred Gérard           | Attaquant | 1948        | 10         | 3          | 1949        | 16         | 7          |
| Christian Gourcuff      | Milieu    | 2001 - 2002 | Entraineur | Entraineur | 2019 - 2020 | Entraineur | Entraineur |
| Christian Gourcuff      | Milieu    | 2016 - 2017 | Entraineur | Entraineur | 2019 - 2020 | Entraineur | Entraineur |
| Jocelyn Gourvennec      | Milieu    | 1991 - 1995 | 118        | 37         | 1995 - 1998 | 109        | 32         |
| Jocelyn Gourvennec      | Milieu    | 2000 - 2002 | 61         | 6          | 1995 - 1998 | 109        | 32         |
| Nicolas Goussé          | Attaquant | 1996 - 1999 | 79         | 16         | 2007 - 2009 | 34         | 11         |
| Tony Heurtebis          | Gardien   | 1992 - 1999 | 60         | 0          | 2005 - 2010 | 53         | 0          |
| Serge Le Dizet          | Défenseur | 1983 - 1992 | 212        | 5          | 1992 - 1998 | 163        | 0          |
| Ermir Lenjani           | Défenseur | 2015 - 2017 | 9          | 0          | 2015 - 2016 | 23         | 1          |
| Giuseppe Mattioni       | Gardien   | 1948 - 1949 | 25         | 0          | 1950 - 1951 | ?          | ?          |
| Patrice Mayet           | Défenseur | 1957 - 1958 | 40         | 8          | 1958 - 1959 | 19         | 0          |
| Oswaldo Minci           | Milieu    | 1948 - 1950 | 45         | 4          | 1950 - 1955 | 131        | 18         |
| Louis Pinat             | Gardien   | 1949 - 1958 | 257        | 0          | 1958 - 1959 | 36         | 0          |
| Anton Raab              | Défenseur | 1939 - 1940 | ?          | ?          | 1944 - 1949 | ?          | ?          |
| Sylvain Wiltord         | Attaquant | 1992 - 1997 | 137        | 37         | 2011 - 2012 | 36         | 8          |
| Sylvain Wiltord         | Attaquant | 2007 - 2008 | 41         | 8          | 2011 - 2012 | 36         | 8          |